# Campeonato Mundial de Atletismo Sub-20 de 2016 - Marcha atlética 10000 m masculina
A prova da marcha atlética 10 km masculino do Campeonato Mundial de Atletismo Sub-20 de 2016 ocorreu no dia 23 de julho em Bydgoszcz, na Polônia. 

## Recordes
Antes desta competição, os recordes mundiais e do campeonato nesta prova eram os seguintes:
|     | Nome              | Nacionalidade | Tempo    | Local     | Data                |
| --- | ----------------- | ------------- | -------- | --------- | ------------------- |
| WJR | Viktor Burayev    | Rússia        | 38:46.40 | Moscou    | 20 de maio de 2000  |
| CR  | Daisuke Matsunaga | Japão         | 39:27.19 | Eugene    | 25 de julho de 2014 |
| WJL | Federico González | México        | 41:08.87 | Monterrei | 14 de maio de 2016  |

## Medalhistas
| Ouro                   | Prata                 | Bronze              |
| Callum Wilkinson (GBR) | Jhonatan Amores (ECU) | Salih Korkmaz (TUR) |

## Cronograma
Todos os horários são locais (UTC+1).
| Data        | Hora  | Evento |
| ----------- | ----- | ------ |
| 23 de julho | 09:30 | Final  |

## Resultados
A prova final foi realizada no dia 23 de julho às 09:30. 
| Posição           | Atleta                  | Nacionalidade | Tempo    | Notas           | Penalidades |
| ----------------- | ----------------------- | ------------- | -------- | --------------- | ----------- |
| Medalha de ouro   | Callum Wilkinson        | Grã-Bretanha  | 40:41.62 | WJL             | ~~          |
| Medalha de prata  | Jhonatan Amores         | Equador       | 40:43.33 | Recorde pessoal | ~           |
| Medalha de bronze | Salih Korkmaz           | Turquia       | 40:45.53 | NJR             | ~           |
| 4                 | Yohanis Algaw           | Etiópia       | 40:55.96 | AJF             | ~           |
| 5                 | Zhu Guowen              | China         | 41:01.33 |                 | ~           |
| 6                 | Bai Liga                | China         | 41:06.14 |                 |             |
| 7                 | Noel Alí Chama          | México        | 41:29.28 |                 | ~           |
| 8                 | Leo Köpp                | Alemanha      | 41:33.10 |                 |             |
| 9                 | Masatora Kawano         | Japão         | 41:42.48 |                 |             |
| 10                | Manuel Bermúdez         | Espanha       | 41:52.09 |                 |             |
| 11                | Gabriel Bordier         | França        | 41:53.16 |                 |             |
| 12                | Tyler Jones             | Austrália     | 42:02.96 | Recorde pessoal | ~>          |
| 13                | César Augusto Rodríguez | Peru          | 42:06.18 |                 | ~~          |
| 14                | Cristian Merchán        | Colômbia      | 42:10.20 |                 |             |
| 15                | Giacomo Brandi          | Itália        | 42:19.49 |                 |             |
| 16                | Adam Garganis           | Austrália     | 42:22.96 | Recorde pessoal |             |
| 17                | Pablo Rodríguez         | Bolívia       | 42:24.39 | Recorde pessoal |             |
| 18                | César Herrera           | Colômbia      | 42:28.99 | Recorde pessoal |             |
| 19                | Song Yun-hwa            | Coreia do Sul | 42:31.88 |                 |             |
| 20                | Arturs Makars           | Letónia       | 42:33.35 |                 |             |
| 21                | Baha Eddine Gatri       | Tunísia       | 42:44.28 |                 |             |
| 22                | Joo Hyun-myeong         | Coreia do Sul | 42:44.48 |                 |             |
| 23                | Eduard Zabuzhenko       | Ucrânia       | 43:00.63 |                 |             |
| 24                | Cameron Corbishley      | Grã-Bretanha  | 43:06.91 |                 |             |
| 25                | Ryutaro Yamamoto        | Japão         | 43:14.19 |                 |             |
| 26                | Oleksandr Zholob        | Ucrânia       | 43:33.42 |                 |             |
| 27                | Dominik Černý           | Eslováquia    | 43:39.92 |                 |             |
| 28                | Soma Kovács             | Hungria       | 43:41.91 |                 | >           |
| 29                | Sergio Daniel Sacul     | Guatemala     | 43:46.44 | Recorde pessoal |             |
| 30                | Mustafa Özbek           | Turquia       | 43:48.37 |                 |             |
| 31                | Daniel Chamosa          | Espanha       | 43:56.20 |                 |             |
| 32                | Aníbal Xiquín           | Guatemala     | 43:57.88 | Recorde pessoal |             |
| 33                | Kacper Kosecki          | Polónia       | 43:58.23 |                 | >~          |
| 34                | Lenyn Mamani            | Peru          | 44:01.61 |                 | ~           |
| 35                | Vít Hlavác              | Chéquia       | 44:17.93 |                 |             |
| 36                | Niccolò Coppini         | Itália        | 44:19.72 |                 |             |
| 37                | Yhojan Melillán         | Chile         | 44:35.63 |                 |             |
| 38                | Billal Djafri           | Argélia       | 46:40.93 | Recorde pessoal |             |
| 39                | Arkadiusz Drozdowicz    | Polónia       | DNF      |                 | ~           |
| 39                | David Hurtado           | Equador       | DSQ      |                 | ~~~~        |

Legenda
| Recorde mundial       | Recorde mundial (World record)               |                       | Recorde africano                      | Recorde africano (African) |                                           | Q | Classificado por posição (Qualified) |
| Recorde do campeonato | Recorde do campeonato (Championship record)  | Recorde da América    | Recorde da América (Americas)         | q                          | Classificado por melhor tempo (Qualified) |   |                                      |
| Melhor marca do ano   | Melhor marca do ano (World leading)          | Recorde asiático      | Recorde asiático (Asian)              | DNS                        | Não largou (Did not start)                |   |                                      |
| Recorde nacional      | Recorde nacional (National record)           | Recorde europeu       | Recorde europeu (European)            | DNF                        | Não terminou (Did not finish)             |   |                                      |
| Recorde pessoal       | Recorde pessoal do atleta (Personal best)    | Recorde da Oceania    | Recorde da Oceania (Oceania)          | DSQ / DQ                   | Desclassificado (Disqualified)            |   |                                      |
| Recorde da temporada  | Recorde da temporada do atleta (Season best) | Recorde sul-americano | Recorde sul-americano (South America) | NM                         | Sem marca (No mark)                       |   |                                      |